# Макс Складановський

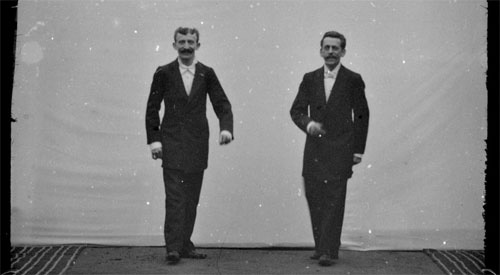
Макс і Еміль Складановський

Макс Складановський (30 квітня 1863, Берлін — 30 листопада 1939) — німецький винахідник і один з перших кіновиробників. Разом з братом Емілем, він винайшов апарат для  зйомки і проєкції фільмів Біоскоп (Bioskop), на якому брати показували рухому  фотографію глядачам за гроші, приблизно за два місяці до представлення досконалішого  сінематографа  Братів Люм'єр.

## Біографія
Макс Складановський народився в Берліні. Він вивчав фотографію і розпис скла, що врешті-решт привело його до захоплення чарівним ліхтарем. 1879 року він здійснив тур по Німеччині та Центральній Європі з батьком Карлом і старшим братом Емілем, демонструючи вистави з чарівним ліхтарем. У 1890-х разом з братом Емілем Макс створив плівкову фотокамеру, а 1895 року вони створили Біоскоп. Він являв собою подвійний проєктор з двома склеєними смугами целулоїдної плівки. Швидкість в 16 кадрів в секунду, була достатньою щоб створити ілюзію руху.
1 листопада 1895 року брати продемонстрували свій Біоскоп у вар'єте «Зимовий сад» в Берліні. Показ рекламувався як «найцікавіший винахід нашого часу» і збирав повний зал протягом приблизно чотирьох тижнів. Сам показ складався з дуже коротких фільмів близько шісти секунд кожен, які були склеєні і повторювалися неодноразово, у супроводі заздалегідь складеного музичного оформлення.

## Фільмографія
- 1895 — Архів Складановських
- 1895 — Серпантин
- 1895 — Бокс
- 1895 — Акробатична суміш
- 1895 — Зимовий сад
- 1895 — Бокс із кенгуру
- 1895 — Італійський селянський танець
- 1895 — Апофеоз
- 1897 — Апофеоз 2